# Kormilarski stroj
Kormilarski stroj je uređaj koji služi zakretanju kormila na brodu. Kada se kormilo otkloni od središnjice broda u plovidbi, u njega pod kutom udara voda, koja uzrokuje određeni pritisak na njegovu plohu. Pri tome nastaje sila koja djeluje na kormilo. S povećanjem kuta otklona kormila ta se sila povećava. Kod malih plovila se upravljanje vršilo ručkom na kormilu, koja je ljudsku silu uvećavala i tako omogućavala upravljanje. Povećanjem plovila, došlo je do povećanja zahtjeva za silom koja se mora upotrijebiti za zakretanje kormila. Problem se riješio mehaničkim prijenosima koji su znatno povećavali ljudsku silu. Time je problem bio zakratko riješen jer se daljnjim povećanjem plovila ukazao nedostatak rješenja; to je bilo povećanje vremena potrebnog za otklon kormila. Trajno rješenje je bilo ugradnja uređaja koji će reagirati na impuls koji je zadan i zakretati kormilo u željenom pravcu. Taj uređaj se naziva kormilo stroj ili kormilarski stroj.
Na brodovima se danas najviše upotrebljavaju elektrohidraulički kormilarski uređaji. Uređaj se sastoji davača, primača impulsa, sustava za upravljanje, sisaljke i mehanizma za zakret kormila.

## Princip rada
Kormilo stroj dobiva impuls s kola kormila ili električnog kormila u kormilarnici (također i od autopilota) - vidi sliku desno. Taj impuls može biti električni, hidraulički ili rjeđe pneumatski. Impuls pokreće radnju kormilo stroja koja će kao krajnji učin imati micanje osovine kormila i mijenjanje smjera broda.
Postoje dvije izvedbe uređaja za zakret kormila. To su:
- klipni hidraulički kormilarski stroj
- kormilarski stroj sa zakretnim krilima

Oba se upotrebljavaju u velikoj mjeri, premda je više zastupljen sustav s klipovima, čija je izvedba prikazana na slici lijevo. Upravljački mehanizam određuje smjer ulaska ulja u klipove i propušta ulje ili kroz cijev 2 ili kroz cijev 3. Shodno tome, raste tlak unutar cilindara 4 ili 5, a taj se tlak prenosi na hidraulični klipni mehanizam koji je spojen na osovinu kormila 6. Zakretom osovine kormila, zakreće se i list kormila 1, i time se usmjerava brod. Osovina kormila, između ostalog, služi za uležištenje kormila i brtvi konus od neželjenog prodora mora kroz brtvenice.
U novije vrijeme sustav zakreta s krilcima sve više ulazi u upotrebu zbog svojih manjih dimenzija i kompaktnosti. Na samu osovinu kormila uglavljen je upravljački mehanizam koji dobiva ulje pod tlakom iz cjevovoda 1 ili cjevovoda 2. Pritisak djeluje na krilca koja su spojena na osovinu kormila i zakreće ih, tj. zakreće kormilo broda. 
Oba sustava su pogonjena hidraulički, uljem pod pritiskom kojeg dobavljaju sisaljke kormilo stroja. Prema zahtjevima Klasifikacijskih društava moraju biti dvije, tako da sustav ima zamjensku sisaljku. Sisaljke mogu biti razne izvedbe, a vrlo često srećemo rotacione klipne sisaljke i zupčaste sisaljke. Shodno izvedbi sisaljke, izveden je sustav upravljanja nalogom za upravljanje kormila, a najčešće je preko elektromagnetskih ventila na sustavu hidraulike, poznatim pod imenom solenoid ventili.